# 国会 (シンガポール)
国会（こっかい、英語: Parliament, マレー語: Parlimen, タミル語: நாடாளுமன்றம்）は、シンガポール共和国の立法府である。

## 概要
憲法の規定により、立法権はシンガポールの大統領と共に有する。
- 設置年：1965年
- 任期：5年（解散あり）
- 定数：102(最大114)
- 選挙制度：
  - 選挙区選出議員：93人
    - 14人：単純小選挙区制
    - 79人：17選挙区の集団選挙区制（1選挙区につき4 - 5人選出。ただし、候補者ではなく特定のグループへ投票し、最多票を獲得したグループがその選挙区の議席を独占するため、大政党に有利）

  - 非選挙区選出議員：最大12人(12から野党の選挙区獲得議席数を差し引いた議席を、野党の落選者のうち得票率の高いものから順に配分)
  - 任命議員：9人（議会の特別委員会が指名し大統領が任命）
- 選挙制度が与党に有利であるために、2006年の総選挙では、野党勢力が30％を超える得票率を稼いだにもかかわらず、グループ選挙区で全敗したため、わずか2議席にとどまったという指摘もある[1]。

## 選挙
非選挙区選出議員は第10回から最大定数3で導入された。第16回と第17回は最大定数9、第18回からは12。
1965年にシンガポールが独立して以来、人民行動党（PAP)による事実上の1党支配が続いている。
| 回 | 施行日         | 概要                                            |
| -- | -------------- | ----------------------------------------------- |
| 18 | 2020年7月10日  | PAP83、WP10、PSP2(非選2)                        |
| 17 | 2015年9月11日  | PAP83、WP9(非選3)                               |
| 16 | 2011年5月7日   | PAP81、WP8(非選2)、SPP1(非選1)                  |
| 15 | 2006年5月6日   | PAP82、WP2(非選1)、SDA1                         |
| 14 | 2001年11月3日  | PAP82、SDA2(非選1)、WP1                         |
| 13 | 1997年1月2日   | PAP81、WP2(非選1)、SPP1                         |
| 12 | 1991年8月31日  | PAP77、SDP3、WP1                                |
| 11 | 1988年9月3日   | PAP80、WP2(非選2)、SDP1                         |
| 10 | 1984年12月22日 | PAP77、WP1、SDP1                                |
| 9  | 1980年12月23日 |                                                 |
| 8  | 1976年12月23日 |                                                 |
| 7  | 1972年9月2日   |                                                 |
| 6  | 1968年4月19日  |                                                 |
| 5  | 1963年9月21日  |                                                 |
| 4  | 1959年5月30日  |                                                 |
| 3  | 1955年4月2日   | LF10、PP4、DP2、PAP3、MCA1、UMNO1、MU1、無所属3 |
| 2  | 1951年3月8日   | PP6、LP2、無所属1                               |
| 1  | 1948年3月20日  | PP3、無所属3                                    |